# Adolf Stelzer (Fussballspieler, 1908)
Adolf Stelzer (* 1. September 1908; † 30. April 1977) war ein Schweizer Fussballspieler.

## Leben
Adolf Stelzer war als Abwehrspieler von 1929 bis 1932 erst Aktiver vom FC Zürich, wechselte dann nach dem zweiten Platz in der Meisterschaft mit dem FC Zürich bis 1939 zu FC Lausanne-Sport und lief später bis 1942 für den FC La Chaux-de-Fonds auf.
1938 wurde er bei der Fussball-Weltmeisterschaft in Frankreich für die Schweizer Fussballnationalmannschaft aktiv. In der Qualifikation gegen Portugal, welche 2:1 ausging, war er in der Startelf eingesetzt. In den beiden Spielen des Achtelfinales; ein Spiel gegen Deutschland unentschieden und daher noch ein Entscheidungsspiel; wurde er nicht mehr eingesetzt, kam aber im verlorengegangenen Viertelfinale gegen Ungarn über die volle Distanz zum Einsatz.
Von 1930 bis 1941 konnte Stelzer 21 Länderspiele für die Schweizer Nationalmannschaft absolvieren. Sein Debüt gab er, gleich in der Startelf eingesetzt, am 9. Februar 1930 beim Freundschaftsspiel gegen Italien, welches 2:4 verloren ging. Am 16. November 1941 spielte er im Freundschaftsspiel gegen Ungarn das letzte Mal für die Schweizer Nationalmannschaft.

## Erfolge (Auswahl)
- Schweizer Meister mit FC Lausanne-Sport: 1935 und 1936
- Schweizer Cupsieger mit FC Lausanne-Sport: 1935 und 1939